# Усатый калот
Усатый калот (лат. Calotes mystaceus) — вид крупных ящериц из семейства агамовых.

## Описание
Общая длина тела составляет 37—43 см, из которых длина туловища может составлять 11—13 см, хвоста 26—20 см. Окрас верхней стороны тела коричнево-серый, оливковый.
Характерной особенностью является широкая светлая полоса, которая проходит по всей нижней челюсти и заканчивается у оснований передних конечностей. У самцов в брачный период происходят изменения окраса передней части туловища на ярко-синий или бирюзовый цвет, горловой мешок принимает ярко-фиолетовый оттенок, а светлая полоса на нижней челюсти становится контрастно белой. Самки имеют более бледный окрас.

## Образ жизни
Естественной средой обитания являются влажные тропические леса, но вследствие деятельности людей приспособился к жизни в озеленённых пригородах и городских парках. Большую часть жизни проводит на стволах и ветвях деревьев.

## Распространение
Типовая территория — Мьянма, кроме этого встречается во Вьетнаме, Лаосе, Камбодже, провинции Юньнань в Китае, штате Мизорам в Индии, Таиланде. В 1935 году Малькольм Смит сообщал об обнаружении усатого калота на Андаманских и Никобарских островах (Индия), но на сегодняшний день обитание на вышеуказанных островах является спорным вопросом.